# Radići (Malinska-Dubašnica)
 Radići  (olaszul: Ràdici ) falu Horvátországban Tengermellék-Hegyvidék megyében. Közigazgatásilag Malinska-Dubašnica községhez tartozik.

## Fekvése
Krk északnyugati részén a tengerparttól mintegy 500 méterre Malinskával összenőve fekszik. A szigetnek ezt a részét, ahova Radići és a környező települések is tartoznak Dubašnicának hívják.

## Története
Krk szigetét 1480-ig Velence vazallusaiként a Frangepánok igazgatták. Dubašnica volt a Krk-sziget egyetlen része, ahol ebben a korban városi település nem alakult ki. Ezt a vidéket egykor nagy kiterjedésű erdők és köztük legelők borították, az újonnan érkező lakosság azonban fokozatosan szántókká változtatta. Dubašnica egykori központja Bogovići volt, mivel itt állt a plébániatemplom. A település mára már egészen egybeolvadt Malinskával. A sziget 1480-tól közvetlenül Velencei Köztársasághoz tartozott. A napóleoni háborúk egyik következménye a 18. század végén a Velencei Köztársaság megszűnése volt. Napóleon bukása után Krk is osztrák kézre került, majd a 19. század folyamán osztrák uralom alatt állt. 1867-től 1918-ig az Osztrák-Magyar Monarchia része volt. 1857-ben 42, 1910-ben 39 lakosa volt. A szomszédos Malinska fejlődése az 1880-as években az első turistahajók érkezésével indult meg. Ez a lakosság számának növekedésében is megmutatkozott és a két település fokozatosan egybeolvadt. Az Osztrák–Magyar Monarchia bukását rövid olasz uralom követte, majd a település a Szerb–Horvát–Szlovén Királyság része lett. A második világháború idején előbb olasz, majd német csapatok szállták meg. A háborút követően újra Jugoszlávia, majd az önálló horvát állam része lett. Radićinek 2011-ben 169 lakosa volt.

## Lakosság
| Lakosság változása | Lakosság változása | Lakosság változása | Lakosság változása | Lakosság változása | Lakosság változása | Lakosság változása | Lakosság változása | Lakosság változása | Lakosság változása | Lakosság változása | Lakosság változása | Lakosság változása | Lakosság változása | Lakosság változása | Lakosság változása |
| ------------------ | ------------------ | ------------------ | ------------------ | ------------------ | ------------------ | ------------------ | ------------------ | ------------------ | ------------------ | ------------------ | ------------------ | ------------------ | ------------------ | ------------------ | ------------------ |
| 1857               | 1869               | 1880               | 1890               | 1900               | 1910               | 1921               | 1931               | 1948               | 1953               | 1961               | 1971               | 1981               | 1991               | 2001               | 2011               |
| 42                 | 46                 | 33                 | 30                 | 41                 | 39                 | 23                 | 30                 | 20                 | 21                 | 15                 | 12                 | 8                  | 0                  | 511                | 169                |